# Cratere Fatima
Fatima  è un cratere sulla superficie di Venere.